# Riley County
Riley County är ett administrativt område i delstaten Kansas, USA. År 2010 hade countyt 71 115 invånare. Den administrativa huvudorten (county seat) är Manhattan.

## Geografi
Enligt United States Census Bureau har countyt en total area på 1 611 km². 1 579 km² av den arean är land och 32 km² är vatten.

### Angränsande countyn
- Marshall County - nordost
- Pottawatomie County - öst
- Wabaunsee County - sydost
- Geary County - söder
- Clay County - väst
- Washington County - nordväst

### Orter
- Leonardville
- Manhattan (huvudort, delvis i Pottawatomie County)
- Ogden
- Randolph
- Riley